# Urosaurus graciosus
La sargantana arbolera de cua llarga (Urosaurus graciosus) és una espècie de sauròpsid (rèptil) escatós de la família Phrynosomatidae. És endèmic del desert de Mojave, nord-oest del desert de Sonora, i deserts de Califòrnia, Arizona, Nevada, Sonora, Baixa Califòrnia.

## Descripció
És petit de color marró, vermellós o verdós per damunt i blanc per sota. És molt lleuger i espantadís. S'alimenta d'insectes i viu entre els enderrocs i els buits de les parets. El seu cap és gairebé triangular; les seves potes són curtes, i els seus dits estan proveïts d'ungles.
En l'edat adulta mesura de 9 a 14 cm de llarg (incloent la seva cua). Els mascles són més grossos. Compta amb quatre potes: dues davanteres i dues posteriors una mica més llargues i grans; cada pota té cinc dits llargs que acaben una mica més amples i li faciliten el poder grimpar i agafar-se als arbres i a les parets amb gran facilitat.

## Hàbitats
Clima càlid. Ambient semi-desèrtic.